# Kanton Bourges-1
Kanton Bourges-1 (francouzsky Canton de Bourges-1) je francouzský kanton v departementu Cher v regionu Centre-Val de Loire. Tvoří ho pouze část města Bourges.